# سامرز بيركهارت
سامرز بيركهارت (بالإنجليزية: Summers Burkhart)‏ هو محامي أمريكي، ولد في 26 يونيو 1859، وتوفي في 14 مايو 1932.